# Marion Tauschwitz
Marion Tauschwitz (* 21. Oktober 1953) ist eine deutsche Schriftstellerin. Als Mitarbeiterin, Freundin und Vertraute von Hilde Domin war sie testamentarisch mit deren Nachlassabwicklung betraut.

## Leben
Marion Tauschwitz studierte Anglistik und Germanistik an der Ruprecht-Karls-Universität Heidelberg. Sie arbeitete als Gymnasiallehrerin, freie Dozentin und freie Autorin, bevor sie 2001 Hilde Domin in Heidelberg kennenlernte. Sie begleitete sie bis zu deren Tod 2006. Im Jahr 2009 publizierte sie eine umfassende Biografie über Hilde Domin, die von der Literaturkritik als Standardwerk begrüßt wurde. Biografien, Belletristik sowie Interpretationen von Domin-Werken sind seither Schwerpunkte ihrer literarischen Arbeit.
Tauschwitz ist Mitglied im Verband Deutscher Schriftsteller (VS) Baden-Württemberg, in der GEDOK, der kulturellen Gemeinschaft deutscher und österreichischer Künstlerinnen und Kunstfreundinnen und im Förderkreis Deutscher Schriftsteller in Baden-Württemberg. 2018 wurde sie zum Mitglied des PEN-Zentrums Deutschland gewählt. 2021 unterlag sie Deniz Yücel als einzige Gegenkandidatin bei der Wahl des deutschen PEN-Präsidenten.
Marion Tauschwitz lebt in Heidelberg. Von der Schriftstellerin erschien 2011 ihr erster Roman.

## Werke
- Unerhört nah – Erinnerungen an Hilde Domin. 55 Autoren berichten über ihre Begegnungen. Kurpfälzischer Verlag, Heidelberg 2009, ISBN 978-3-924566-33-3.
- Dass ich sein kann, wie ich bin. Hilde Domin. Die Biografie. Palmyra Verlag, Heidelberg 2009, ISBN 978-3-930378-81-4.
  - Wiederauflage: Verlag zu Klampen, Springe 2015, ISBN 978-3-86674-516-2.
- Schlägt die Nachtigall am Tag. Novelle. VAT Verlag André Thiele, Mainz 2010, ISBN 978-3-940884-34-3.
  - Wiederauflage: Kulturmaschinen Verlag, Hamburg 2025, ISBN 978-3-96763349-8.
- Der Gesang der Schneckenhäuser. VAT Verlag André Thiele, Mainz 2011, ISBN 978-3-940884-57-2, Wiederauflage. Kulturmaschinen Verlag, Hamburg, 2021, ISBN 978-3-967631678
- Hilde Domin. „Das heikle Leben meiner Worte“. 20 Gedichte und die Geschichte ihrer Entstehung. VAT Verlag André Thiele, Mainz 2012, ISBN 978-3-940884-78-7.
  - Hilde Domins Gedichte und ihre Geschichte. Wiederauflage. Verlag zu Klampen, Springe 2016, ISBN 978-3-86674-523-0.
- Selma Merbaum – „Ich habe keine Zeit gehabt zuende zu schreiben“. Biografie und Gedichte. Vorwort von Iris Berben. Zu Klampen, Springe 2014, ISBN 978-3-86674-404-2.[3]
  - Überarbeitete Neuauflage: Zu Klampen, Springe 2024, ISBN 978-3-98737-003-8.
- Der Künstler Pieter Sohl. Ein Künstler darf verrückt sein aber keine Schatten werfen. Biografie. Kurpfälzischer Verlag, Heidelberg 2015, ISBN 978-3-924566-56-2.
- Das unverlierbare Leben. Erinnerungen an Hilde Domin. Zu Klampen, Springe 2019, ISBN 978-3-86674-596-4.
- Pierre Theunissen. Aus der Provinz in die Provence – ein außergewöhnliches Künstlerleben. Kulturmaschinen Verlag, Hamburg, 2022, ISBN 978-3-967631937

## Weitere Schriften
- Hilde Domin. Von Heidelberg nach Heidelberg. In: Heidelberg. Jahrbuch zur Geschichte der Stadt. 2008. Kurpfälzischer Verlag, Heidelberg 2007. ISBN 978-3-924566-31-9.
- Grün blau goldener Gruß. In: Hilde Domin. Andreas Felger. Im Vorbeigehn. Gedichte. Aquarelle. Präsenz-Verlag, Gnadenthal 2009, ISBN 978-3-87630-080-1.
- Im Zaubermantel glücklich, der uns umhüllt – Hilde Domin und Erwin Walter Palm. In: Intellektuelle in Heidelberg. 1910–1933. Edition Schöbel, Heidelberg 2017. ISBN 978-3-9816366-2-8.
- Zwischen Wort und Ding lebt die Seele. In: Marina Maggio und Natascha Huber: Die Nacht trägt Flugsplitter aus Malachit. Verlag 3.0, Linz a.Rhein, 2017. ISBN 978-3-95667-304-7.
- Pieter Sohls Einhorn. In: 100 Heidelberger Meisterwerke. Verlag Regionalkultur. Heidelberg, 2017, ISBN 978-3-897359642.
- Domin, Hilde. In: Baden-Württembergische Biographien Band VII. Hrs. Fred Ludwig Sepaintner. W. Kohlhammer Verlag, Stuttgart 2019. ISBN 978-3-17-037113-2.
- Bestandsaufnahme. Semper apertus. In: IBA LOGbuch N° 2. Dynamik der Wissensstadt. Park Books, Zürich 2019, ISBN 978-3-03860-172-2.
- Wasser der Erinnerung. In: Wir sprechen vom Wasser. Gedichte und Geschichten. projekt verlag, Bochum/Freiburg 2022, ISBN 978-3-89733-575-2
- The Poetry of Hilde Domin. In: The Wandering Radiance. Selected Poems of Hilde Domin. Bilingual Edition. Green Linden Press, 2023, USA. ISBN 978-1-7371625-6-8

## Ehrungen – Auszeichnungen
- 2013: Stipendium des Förderkreises deutscher Schriftsteller in Baden-Württemberg
- 2015: Autorin des Jahres der Internationalen Autorinnenvereinigung
- 2020: Stipendium des Förderkreises deutscher Schriftsteller in Baden-Württemberg
- 2022: Stipendium VG Wort "Neustart Kultur"[4]
- 2022: Gruppen-Stipendium Stiftung Schloss Wiepersdorf